# Катан, Янив
Яни́в Ката́н (ивр. יניב קטן‎; род. 27 января 1981[…], Кирьят-Ата, Хайфа) — израильский футболист, полузащитник и нападающий.

## Карьера
Янив Катан родился 27 января 1981 года в израильском городе Кирьят-Ата. Вырос он в Хайфе, позже переехал в Тель-Авив. В 9 лет Янив вступил в ряды молодёжной команды «Маккаби» (Хайфа). Быстро пробился в основную команду и заиграл на взрослом уровне уже в 16 лет.
В 2002 году, когда Катан выступал за «Маккаби», во время ответного матча второго квалификационного раунда Лиги Чемпионов против ФК «Хака» Янив стал вторым израильским футболистом, сделавшим хет-трик в Европе. Позже счёт матча был отменён, так как у «Маккаби» было недостаточно прав на игрока
В декабре 2005 года Катан подписал четырёхлетний контракт с «Вест Хэм Юнайтед», куда перешёл и его партнёр по сборной Израиля Йосси Бенаюн. Стоимость сделки составила 100 тысяч фунтов стерлингов. В клубе Янив столкнулся с жёсткой конкуренцией, за сезон на поле вышел только 8 раз, в 6 из которых — со скамейки запасных.
В конце сезона 2005/06 Катан вернулся обратно в «Маккаби» на правах аренды с возможностью выкупа, вскоре после этого заключил постоянный четырёхлетний контракт с «Маккаби». С 2000 по 2010 год Янив Катан вызывался в национальную сборную Израиля.

## Достижения

### Маккаби
- Чемпионат Израиля

Чемпион (6): 2000/01, 2001/02, 2003/04, 2004/05, 2008/09, 2010/11
Вице-чемпион (5): 1999/00, 2002/03, 2009/10, 2012/13
- Кубок Тото

Чемпион (3): 2002/03, 2005/06, 2007/08
- Кубок Израиля

Вице-чемпион (4): 2002, 2009, 2011, 2012

### Вест Хэм Юнайтед
- Кубок Англии

Вице-чемпион (1): 2006